# 林美智子 (声楽家)
林 美智子（はやし みちこ）は、日本のメゾソプラノ歌手。

## 経歴
- 東京音楽大学卒業
- 桐朋学園大学研究科修了
- 新国立劇場オペラ研修所第1期修了

## CD
- 「赤と黒」（ビクターエンタテインメント）（2006年）
- 「地球はマルイぜ 武満徹：SONGS」（ビクターエンタテインメント）（2008年）

## テレビ・ラジオ出演
- 深夜の音楽会（2008年12月28日）
- きらクラ!（2013年1月20日、NHK-FM）：MCの遠藤真理が産休のため、ゲストMCとして出演。リスナーからのお便りの紹介や曲目紹介などもこなす。